# Pribeta
Pribeta (in ungherese Perbete) è un comune della Slovacchia facente parte del distretto di Komárno, nella regione di Nitra.